# Lentinus connatus
Lentinus connatus är en svampart som beskrevs av Berk. 1842. Lentinus connatus ingår i släktet Lentinus och familjen Polyporaceae.   Inga underarter finns listade i Catalogue of Life.